# Leptogorgia virgulata
Leptogorgia virgulata är en korallart som först beskrevs av Jean-Baptiste Lamarck 1815.  Leptogorgia virgulata ingår i släktet Leptogorgia och familjen Gorgoniidae. Inga underarter finns listade i Catalogue of Life.

## Bildgalleri

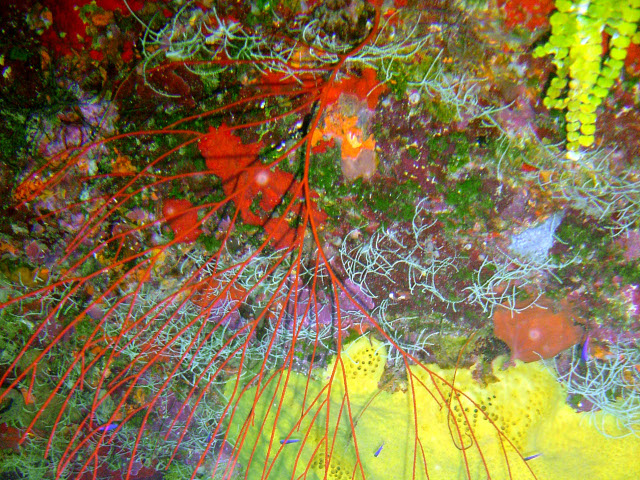